# Еварісту Карвалью
Еварісту ду Еспиріту Санту Карвалью (22 жовтня 1941 , Сан-Томе і Принсіпі  — 28 травня 2022 , Лісабон ) — президент Сан-Томе і Принсіпі з 3 вересня 2016 по 2 жовтня 2021.

## Біографія
В 1994 році вступив до центристської партії Незалежна демократична дія, створену президентом Мігелем Тровоадою. З 7 липня по 25 жовтня 1994 року — прем'єр-міністр. З 26 вересня 2001 року по 28 березня 2002 року — знову прем'єр-міністр, проте залишив посаду після виходу з НДД нового президента Фрадіке де Мінезіша.
У серпні 2010 року обраний спікером парламенту. ВУ 2011 році висунутий кандидатом НДД (представник якої Патріс Тровоада на той чай очолював уряд) на посаді президента і зі значним відставанням у першому турі вийшов до другого, де отримав трохи більше 47,1 % голосів і програв незалежному кандидату, першому президенту країни Мануелю Пінту да Кошта.
В 2012 році, коли опозиційні депутати почали організацію голосування про довіру уряду Тровоади, пішов у відставку з посади спікера парламенту, намагаючись тим самим зірвати голосування (проведення було неможливо без спікера). Проте запобігти відставці уряду не вдалося.
В 2016 році знову висунутий від НДД, що сформував новий уряд під орудою Тровоади у президенти, здобув у першому турі 49,9 % голосів, вийшовши в другий тур разом з Пінту да Коштою, який балотувався на другий термін . Пінту да Кошта, проте, звинуватив уряд у численних порушеннях підрахунку голосів, оголосив про бойкот другого туру і зняв свою кандидатуру, в результаті чого Карвалью був обраний безальтернативно.
Почав відновлення зв'язків з КНР, розірваних в 1997 році. У грудні 2016 року було встановлено дипломатичні відносини з КНР і розірвані з Республікою Китай (Тайванем).
3 вересня 2021 року мандат Еверісто Карвальо закінчується 5 вересня 2021 року. Сан-Томе та Принсіпі ще не обрав свого наступника, а другий тур президентських виборів відбудеться лише 5 вересня. Безпрецедентна ситуація через суперечку щодо достовірності результатів першого туру, яка спричинила перенесення організації другого туру двічі. Тому парламент проголосував за продовження мандата Еверісто Карвальо до другого туру..